# Shahar Pe'er
Shahar Pe'er, född 1 maj 1987 i Jerusalem, Israel, är en israelisk högerhänt tennisspelare.

## Tenniskarriären
Shahar Pe'er blev professionell spelare på WTA-touren 2004. Hon har hittills (juli 2007) vunnit 3 singel- och 2 dubbeltitlar på touren och ytterligare 4 singel- och 3 dubbeltitlar i ITF-turneringar. Vid säsongsavslutningen 2005 rankades hon i singel på 45:e plats, året därefter på 20:e. I januari 2007 nådde hon sin högsta singelranking (nummer 15). I dubbel rankades hon som bäst som nummer 26 (januari 2007).  
Pe'er vann sina första två internationella singeltitlar i ITF-turneringar i Israel säsongen 2003 (Ramat Hasharon och Haifa). Året därpå vann hon ytterligare två titlar (Bendigo och Raanana, Israel). Samma år, 2004, vann hon också dubbeltitlarna i ITF-turneringarna i Marseille (med ryskan Jelena Vesnina) och Raanana (med landsmaninnan Tzipora Obziler). Den senare segern upprepade hon tillsammans med Obziler också 2005.   
Säsongen 2005 blev hennes genombrottssäsong då hon nådde långt i flera WTA-turneringar, dock utan att lyckas ta någon titel. Hon spelade bland annat kvartsfinal i dubbel i Wimbledonmästerskapen. Senare på säsongen drabbades hon av en skulderskada som tvingade henne att avstå från turneringar. 
Säsongen 2006 vann hon sina första WTA-singeltitlar. Hon vann titlarna i Pattaya City genom finalseger över Jelena Kostanić (6-3, 6-1), Prag genom finalseger över dubbelspecialisten Samantha Stosur och Istanbul genom finalseger över Anastasia Myskina (1-6, 6-3, 7-6). Hon vann också dubbeltitlarna i Prag (med Marion Bartoli) och Stanford (med Anna-Lena Grönefeld).
År 2007 har hennes framgångar varit måttliga, men hon nådde singelfinalen i Memphis som hon dock förlorade mot amerikanskan Venus Williams.
Shahar Pe'er deltog i det israeliska Fed Cup-laget 2002-05 och 2007. Hon har totalt spelat 22 matcher av vilka hon vunnit 15.

## Spelaren och personen
Shahar Pe'er började spela tennis som sexåring. Hon tränas av Oded Teig i Israel och av Jose Higueras i Palm Springs. Hon spelar med dubbelfattad backhand. 
Peer är bosatt i Maccabim i hemlandet.

## WTA-titlar
- Singel 
  - 2006 - Pattaya City, Prag, Istanbul
- Dubbel
  - 2006 - Prag (med Marion Bartoli), Stanford (med Anna-Lena Grönefeld)